# 長島直吉
長島 直吉（ながしま なおきち、1806年（文化3年） - 1859年9月10日（安政6年8月14日））とは日本の柔術家である。

## 経歴
文化3年（1806年）に生まれる。
藩の銃卒野立三郎の五男。後に銃卒長島善吉の養子となった。
藩主の江戸行に毎回随行し江戸の磯又右衛門に入門して天神真楊流柔術を学ぶ。小天狗と称された。
徳島城内で行われた武術大会で徳島藩主蜂須賀家の武芸指南番を務める気楽流の井田圓重郎（伊田）と御前試合をした際、一見木刀同様に作られた鞘木刀を用いることにより、井田の契木（鎖振り杖）を封じ、隙を突き勝利し、その後、井田は浪人となった。
後、道場を徳島市佐古小裏丁一丁目に開き、谷虎雄ら多数の門人を養成した。
長島道場は、阿波国の天神真楊流道場の最大派閥であった。
茶道、茶器を好み守住貫魚と親交があった。